# Phytomyza spondylii
Phytomyza spondylii is een vliegensoort uit de familie van de mineervliegen (Agromyzidae). De wetenschappelijke naam van de soort is voor het eerst geldig gepubliceerd in 1851 door Robineau-Desvoidy.

## Waardplanten
Deze soort mineert de volgende wwaardplanten:
- Astrantia (Sterrenscherm)
- Heracleum mantegazzianum (Reuzenberenklauw)
- Heracleum sphondylium (Gewone berenklauw)
- Levisticum officinale (Lavas)
- Pastinaca sativa (Pastinaak)

## Vergelijkbare soorten
Lange tijd dacht men dat Phytomyza spondylii een synoniem was vas Phytomyza pastinacae. Griffiths ontdekte echter kleine maar constante verschillen in de mannelijke genitaliën. Beide soorten komen voor op zowel berenklauw als pastinaak, en er zijn vooralsnog geen verschillen te ontdekken bij larven, puparia of mijnen.